# 埃氏擬鱥
埃氏擬鱥（学名：Pseudophoxinus egridiri）是輻鰭魚綱鯉形目雅羅魚科的其中一個種，自2013年起，被IUCN從原本的極危提升為列為瀕危保育類動物，分布於亞洲土耳其安納托利亞中部埃格里迪爾湖流域，為特有種，體長可達6.1公分，棲息在湖泊中底層水域，受到外來種的威脅。